# Davor Čutura
Davor Čutura, né le 29 novembre 1979 à Sombor, est un handballeur international serbe.
Son frère aîné, Dalibor, est également international serbe.

## Biographie
Originaire de Sombor, une ville située tout au nord de la Serbie, Davor Čutura évolue longtemps dans le championnat espagnol. Il porte successivement les couleurs des clubs de Teucro, JD Arrate (en), Granollers puis Valladolid. Meilleur buteur de la Liga en 2007, il dispute régulièrement la Coupe d'Europe et atteint la finale de la Coupe des Coupes en 2010. La crise économique, frappant le handball espagnol, le conduit vers le Portugal en 2012-2013, puis le Qatar, où il joue deux saisons,.
International A, Čutura compte « entre vingt et trente sélections » avec l'équipe de Serbie. Convoqué pour les éliminatoires de l'Euro 2016, il espère disputer sa première grande compétition internationale en janvier 2017,.
Promu en LNH en 2015, Chartres cible un profil expérimenté pour son poste de demi-centre. Après avoir sondé le Parisien Mladen Bojinović, c'est finalement sur un autre Serbe, Davor Čutura, qu'il jette son dévolu. Le joueur de 35 ans, recruté sur vidéo, signe un contrat d'un an en faveur du CMHB28,. Avec 31 buts en 20 rencontres de première division, le demi-centre est loin du rendement attendu pour aider Chartres à se sauver au plus haut niveau national. Au sein d’une équipe jeune et en manque d’expérience à un tel niveau, il est recruté pour apporter sa science du jeu acquise tout au long de sa carrière.
Fin janvier 2017, il rejoint les rangs de Limoges jusqu’à la fin de la saison 2016-2017. À 36 ans, celui qui compte 25 sélections en équipe nationale serbe vient renforcer les rangs de Limoges pour la deuxième partie de la saison de Proligue, des suites des blessures longue durée de la base arrière fortement décimée,.

## Style de jeu
« Il est polyvalent, capable de prendre ses responsabilités au tir, mais aussi de faire jouer ses partenaires », assure Thibaut Karsenty, le manager général du club chartrain.

## Palmarès
- Meilleur buteur du Championnat d'Espagne en 2006-2007 avec 221 buts et en 2018-2019 avec 200 buts